# Mycterothrips aureus
Mycterothrips aureus är en insektsart som först beskrevs av Dudley Moulton 1946.  Mycterothrips aureus ingår i släktet Mycterothrips och familjen smaltripsar. Inga underarter finns listade i Catalogue of Life.